# Sơn Phong
Sơn Phong là một phường thuộc thành phố Hội An, tỉnh Quảng Nam, Việt Nam.

## Địa lý
Phường Sơn Phong nằm ở trung tâm thành phố Hội An, có vị trí địa lý:
- Phía đông và phía bắc giáp phường Cẩm Châu và phường Tân An
- Phía tây giáp phường Minh An
- Phía nam giáp phường Minh An và phường Cẩm Nam

Phường Sơn Phong có diện tích 0,7 km², dân số năm 2019 là 3.995 người, mật độ dân số đạt 5.707 người/km².

## Hành chính
Theo Nghị quyết số 42/NQ-HĐND ngày 06/12/2018 của Hội đồng nhân dân tỉnh Quảng Nam
Phường Sơn Phong, TP Hội An
a) Sắp xếp, tổ chức lại 05 khối phố để thành lập 02 khối phố mới; cụ thể như sau:
- Thành lập khối phố Phong Thọ trên cơ sở sáp nhập toàn bộ dân số và diện tích của khối phố An Thọ (diện tích: 11 ha; dân số: 216 hộ) và khối phố Phong Niên (diện tích: 9,2 ha; dân số: 249 hộ). Sau khi thành lập khối phố Phong Thọ có diện tích: 20,2 ha; dân số: 465 hộ.
- Thành lập khối phố Phong Hòa trên cơ sở sáp nhập toàn bộ dân số và diện tích của khối phố Phong An (diện tích: 24,2 ha; dân số: 170 hộ), khối phố Phong Thiện (diện tích: 11,6 ha; dân số: 148 hộ) và khối phố An Hòa (diện tích: 5,8 ha; dân số: 181 hộ). Sau khi thành lập khối phố Phong Hòa có diện tích: 41,6 ha; dân số: 499 hộ.
b) Sau khi sắp xếp, tổ chức lại, phường Sơn Phong có 02 khối phố, gồm: Phong Thọ, Phong Hòa.